# Royal S. Copeland
Royal S. Copeland (Dexter, 1868. november 7. – Washington, 1938. június 17.) az Amerikai Egyesült Államok szenátora (New York, 1923–1938).